# 2012年ロンドンオリンピックのハンガリー選手団
2012年ロンドンオリンピックのハンガリー選手団（2012ねんロンドンオリンピックのハンガリーせんしゅだん）は、2012年7月27日から8月12日にかけてイギリスの首都ロンドンで開催された2012年ロンドンオリンピックのハンガリー選手団、およびその競技結果。

## 概要
今大会は金メダル8個、銀メダル4個、銅メダル6個の合計18個のメダルを獲得した。

## メダル
| メダル | 選手名                                                                            | 競技         | 種目                             |
| ------ | --------------------------------------------------------------------------------- | ------------ | -------------------------------- |
| 金     | クリスティアン・パルシュ                                                          | 陸上         | 男子ハンマー投                   |
| 金     | ジュルタ・ダニエル                                                                | 競泳         | 男子200m平泳ぎ                   |
| 金     | リストフ・エバ                                                                    | 競泳         | 女子10kmマラソンスイミング       |
| 金     | クリスティアン・ベルキ                                                            | 体操         | 男子あん馬                       |
| 金     | シラギ・アロン                                                                    | フェンシング | 男子サーブル個人                 |
| 金     | ドンビ・ルドルフ ケケニ・ローランド                                               | カヌー       | 男子スプリントK-2 1000m          |
| 金     | コザック・ダヌタ                                                                  | カヌー       | 女子スプリントK-1 500m           |
| 金     | サボー・ガブリエラ コザック・ダヌタ コバチ・カタリン ファゼカシュ・クリスティナ   | カヌー       | 女子スプリントK-4 500m           |
| 銀     | レーリンツ・タマシュ                                                              | レスリング   | 男子グレコローマンスタイル66kg級 |
| 銀     | ミクローシュ・ウングバリ                                                          | 柔道         | 男子66kg級                       |
| 銀     | カメレル・ゾルタン トート・ダービッド クリファイ・タマーシュ パウマン・ダーニエル | カヌー       | 男子スプリントK-4 1000m          |
| 銀     | コバチ・カタリン ドゥチェフヤニチ・ナターシャ                                     | カヌー       | 女子スプリントK-2 500m           |
| 銅     | ラースロー・シェー                                                                | 競泳         | 男子200m個人メドレー             |
| 銅     | モドス・ペーテル                                                                  | レスリング   | 男子グレコローマンスタイル55kg級 |
| 銅     | ハトシュ・ガボル                                                                  | レスリング   | 男子フリースタイル74kg級         |
| 銅     | チェルノビツキ・エーヴァ                                                          | 柔道         | 女子48kg級                       |
| 銅     | アダム・マロシ                                                                    | 近代五種     | 男子                             |
| 銅     | ドゥチェフヤニチ・ナターシャ                                                      | カヌー       | 女子スプリントK-1 200m           |